# Selig Gronemann
Selig Gronemann (geboren 7. Dezember 1843 in Flötenstein; gestorben 6. März 1918 in Hannover) war ein deutscher Rabbiner.

## Leben
Selig Gronemann war der Sohn des Kaufmanns Samuel Gronemann. Nach dem Schulbesuch in Konitz studierte er an der Universität Breslau und ließ sich zeitgleich am Jüdisch-Theologischen Seminar ausbilden. 1869 wurde er zum Dr. phil. promoviert.
Als Rabbiner wirkte Selig zunächst in Straßburg (Westpreussen) und Danzig. Von 1883 bis 1918 war er gewählter hannoverscher Landrabbiner und übernahm die Betreuung und Beaufsichtigung der jüdischen Gemeinden sowohl in den Regierungsbezirken Hannovers als auch Lüneburgs.
Angesichts nachlassender religiöser Bindungen setzte sich Gronemann für die Bewahrung der jüdischen Religiosität ein: Mit Unterstützung durch die Behörden setzte er die Teilnahme aller Kinder jüdischer Familien am jüdischen Religionsunterricht durch.
In der hannoverschen Gemeinde wirkte Gronemann in zahlreichen Vereinigungen und Stiftungen. Als Vorsitzender des hannoverschen Wohltätigkeitsvereins leitete er das Begräbnis- und Friedhofswesen. Gronemann dokumentierte die ältere Geschichte der Juden in Hannover, gestützt auf die Grabinschriften des Alten jüdischen Friedhofs an der Oberstraße. Auf seine Initiative hin gründete sich das „Komitee zur Sammlung und Erhaltung jüdischer Altertümer“.
Während des Ersten Weltkriegs rief Selig Gronemann zur Betreuung der jüdischen Kriegsgefangenen aus Russland auf.
Gronemann war der Vater von Sammy Gronemann. Sein Grab liegt auf dem Jüdischen Friedhof An der Strangriede in Hannovers Stadtteil Nordstadt.

## Veröffentlichungen  (Auswahl)

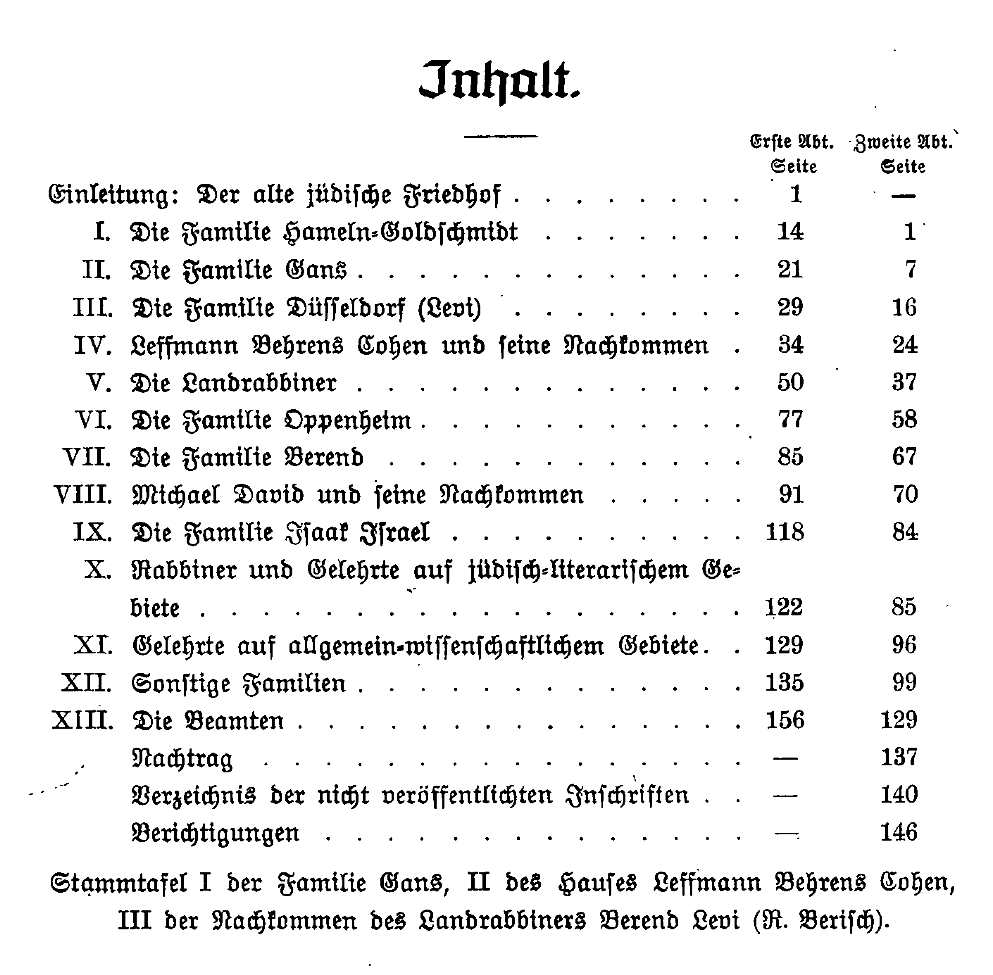
Inhaltsverzeichnis der Genealogischen Studien über die alten jüdischen Familien Hannovers

In der Freimann-Sammlung der Judaica der Universitätsbibliothek Frankfurt am Main finden sich die Digitalisate einiger Schriften Gronemanns.
- De Profiatii Durani Vita ac Studiis. Dissertation Breslau 1869.
- Genealogische Studien über die alten jüdischen Familien Hannovers. Im Auftrage der Direktion des Wohltätigkeitsvereins (Chewra kadischa) der Synagogengemeinde Hannover an der Hand der Inschriften des alten Friedhofes …, 2 Bde., Berlin: Verlag von Louis Lamm, 1913,
  - Bd. 1: Genealogie der Familien. urn:nbn:de:hebis:30:1-110833,
  - Bd. 2: Grabschriften und Gedächtnisworte. urn:nbn:de:hebis:30:1-110826.